# Trinelise Dysthe
Trinelise Dysthe  (geborene Hauan; * 3. November 1933 in Norwegen) ist eine norwegische Innenarchitektin und Journalistin.

## Leben
Trinelise Dysthe erhielt 1955 an der Skolen for Boligindretning (Schule für Innenarchitektur) in Kopenhagen ihre Ausbildung zur Innenarchitektin. Nach ihrem Auslandsstudium lernte sie in Oslo den Möbel- und Industriedesigner Sven Ivar Dysthe kennen, den sie 1957 heiratete. Zunächst fand sie Beschäftigung im Möbelgeschäft Rastad & Relling und im Architekturbüro F.S. Platou. 1958 gründete sie gemeinsam mit ihrem Ehemann die Designerbüro Dysthe Industridesign, deren Möbelentwürfe besonders in Norwegen, aber auch in Ländern wie Dänemark, Großbritannien, Deutschland und den Vereinigten Staaten weite Verbreitung und Bekanntheit erreichten. Hier war sie als Innenarchitektin und Geschäftsführerin tätig und organisierte zahlreiche Ausstellungen. Später studierte sie Soziologie. Von 1986 bis 1989 leitete sie in Zusammenarbeit mit dem Innenarchitekten Gunvor Øverland Bergan die Firma Design Inform in Sandvika, Bærum. 
Trinelise Dysthe hielt zahlreiche Seminare und Lehrveranstaltungen im norwegischen Radio Norsk rikskringkasting und der Volkshochschule in Oslo. Sie arbeitete zudem als Designkritikerin und Kolumnistin für die norwegische Zeitung Aftenposten und verfasste zahlreiche Artikel über Design, Architektur und Umwelt für andere Zeitschriften und Magazine. Sie ist Mitautorin der Bücher Hjemme i Norge (Zu Hause in Norwegen) (1994) und Tingenes århundre (Das Jahrhundert des Objekts) (2003) sowie Dysthe Design: Swinging 60. (2013). Dysthe ist Mitglied im Norsk faglitterær forfatterforening (NFF, Vereinigung norwegischer Literaturschriftsteller) und erhielt mehrere Stipendien. Sie war Vorstandsmitglied der Norske interiørarkitekters og møbeldesigneres landsforening (NIL, norwegischer Verband der Innenarchitekten und Möbeldesigner) und wurde dort 2015 gemeinsam mit ihrem Ehemann zum Ehrenmitglied ernannt.